# Renealmia monosperma
Renealmia monosperma är en enhjärtbladig växtart som beskrevs av Friedrich Anton Wilhelm Miquel. Renealmia monosperma ingår i släktet Renealmia och familjen Zingiberaceae. Inga underarter finns listade i Catalogue of Life.